# Sport Club Marsala 1963-1964
Questa pagina raccoglie le informazioni riguardanti lo Sport Club Marsala nelle competizioni ufficiali della stagione 1963-1964.

## Divise
I colori sociali dello Sport Club Marsala sono l'azzurro ed il bianco.
| Casa | Trasferta |

## Rosa
| N. |                   | Ruolo | Calciatore               |
| -- | ----------------- | ----- | ------------------------ |
|    | Italia (bandiera) | P     | Salvatore Asaro          |
|    | Italia (bandiera) | C     | Franco Biagi             |
|    | Italia (bandiera) | C     | Umberto Campagniol       |
|    | Italia (bandiera) | D     | Giancarlo Crivellente    |
|    | Italia (bandiera) | D     | Luigi Cumin              |
|    | Italia (bandiera) | P     | Manlio Grandi            |
|    | Italia (bandiera) | A     | Giovanni La Valpolicella |
|    | Italia (bandiera) | C     | Enrico Lugo              |
|    | Italia (bandiera) | A     | Armando Marcos           |

| N. |                   | Ruolo | Calciatore        |
| -- | ----------------- | ----- | ----------------- |
|    | Italia (bandiera) | C     | Renzo Massagrande |
|    | Italia (bandiera) | D     | Franco Panza      |
|    | Italia (bandiera) | D     | Edmo Pavinato     |
|    | Italia (bandiera) | C     | Marco Pucci       |
|    | Italia (bandiera) | D     | Pietro Rallo      |
|    | Italia (bandiera) | C     | Giampiero Stella  |
|    | Italia (bandiera) | A     | Nicola Stella     |
|    | Italia (bandiera) | D     | Gianni Strada     |
|    | Italia (bandiera) | C     | Antonio Toma      |